# Kloaka
Kloaka ili nečisnica je analni otvor nekih životinja, prvenstveno onih koje legu jaja. U kloaku ulaze i gonadukti (jajovod i sjemenovod), ali i mokraćovod. Takav otvor karakterističan je za veliku većinu kopnenih kralježnjaka. Iznimka su gotovo svi sisavci i neki gmazovi. Kloake su evolucijska prednost, jer manji broj tjelesnih otvora smanjuje i mogućnost infekcije čije izvorište može biti upravo tjelesni otvor.
Kloaka se nastavlja na ravno crijevo (rectum), koji je dio debelog crijeva (intestinum crassum).
Rijetka iznimka među sisavcima su dabar i nekoliko vrsta iz porodice tenreka. I te su životinje u ranijim fazama svog razvoja imale dva tjelesna otvora, no kasnije se ponovo razvila sekundarna kloaka, što se smatra prilagodbom uvjetima života.
Ribe koštunjače su još jedna od iznimaka od većine kralježnjaka, jer nemaju kloaku. Imaju poseban otvor za spolne "produkte", odnosno jajašca i spermu.
Kod jednootvornih (Monotremata) životinja kloaka je prvobitna, izvorna osobina. To ih razlikuje od tobolčara i viših sisavaca, a i dalo im je njihovo znanstveno ime.
Kloaka je također ime za veliki rimski odvod (Cloaca maxima)